# 斑胁姬鹛
斑胁姬鹛（学名：Cutia nipalensis），是姬鹛属的一种，分布于缅甸、不丹、中国大陆、印度、泰国、马来西亚和尼泊尔。该物种的保护状况被评为无危。
斑胁姬鹛的平均体重约为47.5克。栖息地包括亚热带或热带的湿润低地林和亚热带或热带的湿润山地林。该物种的模式产地在尼泊尔。

## 亚种
- 斑胁姬鹛滇南亚种（学名：Cutia nipalensis melanchima）。分布于缅甸、老挝、越南以及中国大陆的云南等地。该物种的模式产地在泰国KhaoPhaCho。[3]
- 斑胁姬鹛指名亚种（学名：Cutia nipalensis nipalensis）。分布于尼泊尔、缅甸以及中国大陆的四川、西藏等地。该物种的模式产地在尼泊尔。[4]